# Mendoncia villosa
Mendoncia villosa là một loài thực vật có hoa trong họ Ô rô. Loài này được (Klotzsch & H.Karst. ex Nees) Leonard mô tả khoa học đầu tiên năm 1951.